# Deine Jugend
Deine Jugend ist eine deutsche Electro-Pop-Punk-Band aus Mannheim. Sie besteht aus Laura Carbone und Tim Bonassis (Tim Eiermann von Liquido), die sich über Myspace gefunden haben. Das dritte Gründungsmitglied, Wolle Maier (D.Havana), stieg vor der Veröffentlichung des Debütalbums aus der Band aus.

## Geschichte

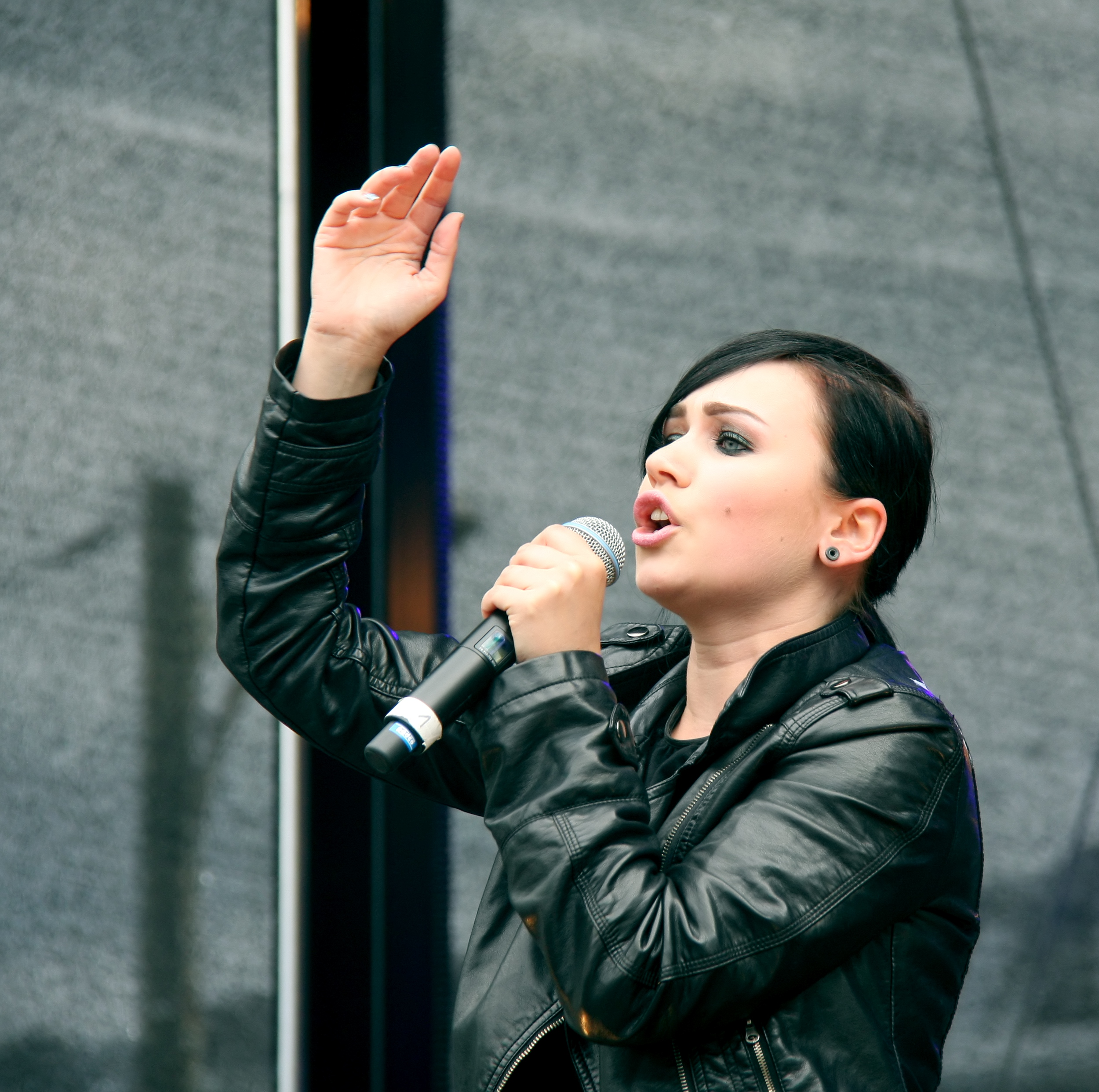
Laura Carbone

Gegründet wurde die Band im Sommer 2008 von Laura Carbone sowie dem Produzententeam Bonassis und D. Havana, die auch schon mit Otto von Schirach, Frauenarzt und Gigi D’Agostino zusammengearbeitet haben. Die Band hat sowohl englische als auch deutschsprachige Lieder.
Das Debütalbum Wir sind deine Jugend erschien im Oktober 2010. Motor.de schreibt dazu: „Ein paar frische Sounds und Ideen, jedoch auch jede Menge Mittelmaß“, Westropolis.de formuliert: „Alles in allem ein grundsolides Album, welches hier und da Längen hat, aber durchaus einige sehr gute Stücke beinhaltet.“
Deine Jugend tourte schon durch zahlreiche Clubs und Bars in Deutschland und im Ausland, zum Beispiel in Mailand und Zürich.
Im Jahr 2013 wurde das zweite Album aufgenommen, am 20. September 2013 erschien vorab die Single Serotonin. Das gleichnamige Album wurde am 8. November 2013 veröffentlicht.

## Diskografie
Alben

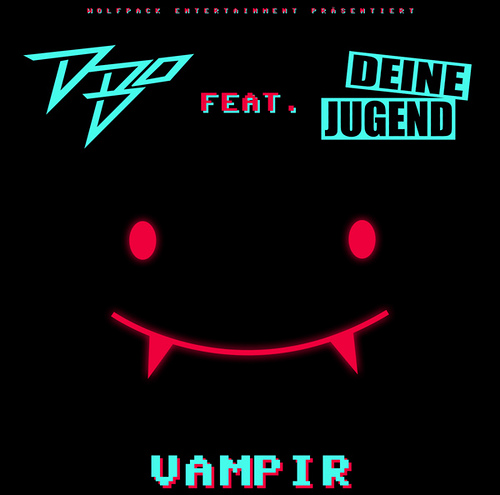
Cover der Single Vampir

- 2010: Deine Maske (EP, MFM Entertainment (Universal))
- 2010: Wir sind deine Jugend (Album, MFM Entertainment (Universal))
- 2013: Serotonin (Album, MFM Entertainment (Wolfpack Entertainment))

Singles
- 2010: Mama geht jetzt steil
- 2011: Vampir (mit D-Bo)
- 2013: Serotonin